# 東威利斯頓 (佛羅里達州)
東威利斯頓（英語：East Williston）是位於美國佛羅里達州李維縣的一個人口普查指定地區。

## 地理
東威利斯頓的座標為29°23′21″N 82°25′10″W / 29.38917°N 82.41944°W，而該地最高點為海拔高度16米（即52英尺）。

## 人口
根據2010年美國人口普查的數據，東威利斯頓的面積為7.80平方千米，當中陸地面積為7.80平方千米，而水域面積為0.00平方千米。當地共有人口694人，而人口密度為每平方千米88人。